# Поперечное исследование
Поперечное исследование или исследование методом поперечных срезов (англ. cross-sectional study) — метод психологических исследований, при котором эмпирический эксперимент проводится один раз и при этом одновременно изучаются группы людей разного возраста. Как правило, возраст испытуемых принимается за независимую переменную, а изучаемые признаки рассматриваются в зависимости от возраста. В результате эксперимента получается «моментальная» общественная картина, описывающая факты, мнения или образцы поведения на момент сбора данных. Противоположностью поперечным исследованиям являются продольные (лонгитюдные) исследования.
Достоинством поперечных исследований является однократный сбор данных, что облегчает привлечение участников исследования и ускоряет обработку собранных данных. Также при поперечных исследованиях проще обеспечить репрезентативность выборки, чем при лонгитюдных. Более 90 % всех исследований в области психологии развития составляют именно поперечные исследования, хотя часто их результаты интерпретируются в смысле лонгитюдных исследований, что в некоторых случаях не является правомерным. Серьёзным недостатком поперечных исследований является отсутствие прямой информации о процессах развития личности и о её персональных изменениях. Метод позволяет получить лишь усреднённые значения и делает невозможным выделение характерных подгрупп внутри исследуемой группы. Кроме того, имеется трудность в интерпретации различий в показателях у разных возрастных групп, так как данный метод не может ответить на вопрос, объясняются ли эти различия возрастом респондентов или принадлежностью к разным поколениям. Важно также отметить, что результаты поперечного исследования с уверенностью действительны лишь на момент его проведения и их автоматический перенос на другие периоды времени остаётся под вопросом. Для уверенной генерализации результатов эксперимента его следует с точностью воспроизвести через определённый промежуток времени.
Таким образом, поперечные исследования не годятся для всестороннего изучения процессов развития личности её персональных изменений, однако могут быть полезными для получения первоначальной отправной точки дальнейших изучений. Также поперечные исследования подходят для фиксации различий определённых признаков у разных возрастных групп в данный момент времени. Для изучения же процессов развития личности более подходят лонгитюдные исследования.